# Nandigāma
Nandigāma är en ort i Indien.   Den ligger i distriktet Krishna och delstaten Andhra Pradesh, i den centrala delen av landet, 1 400 km söder om huvudstaden New Delhi. Nandigāma ligger 54 meter över havet och antalet invånare är 38 219.
Terrängen runt Nandigāma är platt. Runt Nandigāma är det tätbefolkat, med 356 invånare per kvadratkilometer. Nandigāma är det största samhället i trakten. Trakten runt Nandigāma består till största delen av jordbruksmark.